# Bernd-Ulrich Kettner
Bernd-Ulrich Kettner (* 1. Oktober 1939 in Braunschweig; † 23. Januar 2023 in Marburg) war ein deutscher Sprachwissenschaftler.

## Leben
Kettner besuchte von 1946 bis 1950 die Volksschule Pestalozzistraße und anschließend bis 1959 das Wilhelm-Gymnasium in Braunschweig. Von 1959 bis 1968 studierte er an der Universität Göttingen Deutsch und Geschichte für das Lehramt an höheren Schulen; 1962/63 verbrachte er ein Auslandssemester an der Universität Groningen, wo er zusätzlich Niedersächsisch studierte und am Nedersaksisch Instituut arbeitete. 1968 legte er in Göttingen das Erste Staatsexamen ab und wurde zum Dr. phil. promoviert; Thema seiner von Heinrich Wesche betreuten Dissertation waren die Flußnamen im Stromgebiet der oberen und mittleren Leine. Ab 1969 lehrte Kettner an der Universität Marburg: 1969 bis 1970 als Wissenschaftlicher Assistent, 1970 bis 1972 als Akademischer Rat und von 1972 bis zu seiner Emeritierung 2002 als Professor für Linguistik des Deutschen.

## Auszeichnungen
- 1970: Conrad-Borchling-Preis für niederdeutsche und friesische Sprach- und Literaturwissenschaft

## Schriften
- Flußnamen im Stromgebiet der oberen und mittleren Leine (= Name und Wort. Band 6). Bösendahl, Rinteln 1972 (zuerst Dissertation Universität Göttingen 1968).
- Die Leine und ihre Nebenflüsse bis unterhalb der Einmündung der Innerste (= Hydronymia Germaniae. Lieferung 8). Steiner, Wiesbaden 1973, DNB 740134957.
- Mitarbeit am Niedersächsischen Wörterbuch.